# Alexander Mitscherlich

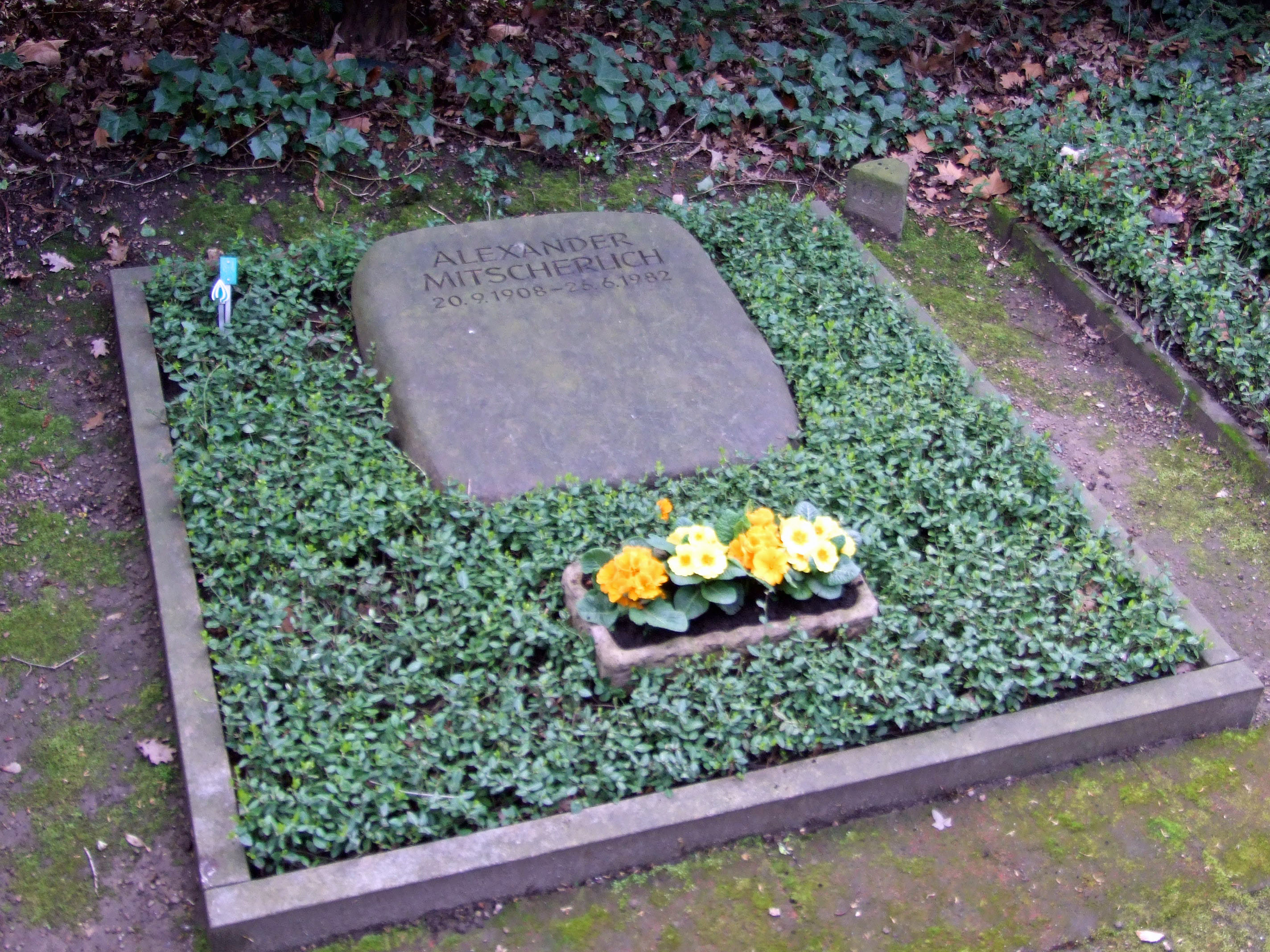
Grabstätte des Psychoanalytikers Alexander Mitscherlich auf dem Frankfurter Hauptfriedhof

Alexander Harbord Mitscherlich (* 20. September 1908 in München; † 26. Juni 1982 in Frankfurt am Main) war ein deutscher Arzt, Psychoanalytiker, Hochschullehrer und Schriftsteller. Nach dem Ende des Zweiten Weltkrieges beauftragten ihn 1946 die Ärztekammern der drei Westzonen mit der Leitung einer Kommission zur Beobachtung der „NS-Ärzteprozesse“ in Nürnberg. 1949 erschien die abschließende Publikation der Kommission Wissenschaft ohne Menschlichkeit: Medizinische und Eugenische Irrwege unter Diktatur, Bürokratie und Krieg in einer Auflage von 10.000 Exemplaren, aber das Buch wurde nirgendwo bekannt. Mitscherlich war seitdem aus den medizinischen Fakultäten Deutschlands ausgegrenzt und wurde nie an eine medizinische Fakultät berufen.
Sein bekanntestes Werk Die Unfähigkeit zu trauern, das er 1967 gemeinsam mit seiner Ehefrau Margarete Mitscherlich veröffentlichte, befasst sich mit dem Umgang der ehemaligen Anhänger Hitlers mit ihrer eigenen Verstrickung in Schuld und Untergang des Nationalsozialismus.

## Leben

### Herkunft und Ausbildung
Alexander Mitscherlich wurde am 20. September 1908 in München als Sohn des Chemikers Harbord Mitscherlich und seiner Ehefrau Clara Mitscherlich, geb. Heigenmooser geboren. Er war ein Enkel des Chemikers Alexander Mitscherlich und wuchs in einem großbürgerlichen, autoritären Elternhaus heran.
Mitscherlich studierte zunächst Geschichte, Kunstgeschichte und Philosophie an der Ludwig-Maximilians-Universität München. Er brach das Studium aufgrund von Streitigkeiten um seine Dissertation ab, da sein Doktorvater Paul Joachimsen, ein getaufter Jude, 1930 starb und dessen antisemitischer Nachfolger Karl Alexander von Müller sich weigerte, Arbeiten seines Vorgängers weiter zu betreuen.
Ernst Jünger motivierte Mitscherlich dazu, nach Berlin zu ziehen, wo er sich der nationalrevolutionären Bewegung von Ernst Niekisch anschloss. Als Buchhändler in Berlin-Dahlem vertrieb er dessen Schriften und die Zeitschrift Widerstand. Zeitschrift für nationalrevolutionäre Politik, wodurch er ins Visier der SA geriet, die ihn 1933 kurzzeitig inhaftierte.
1933 begann er in Berlin ein Medizinstudium, emigrierte 1935 in die Schweiz und studierte nun dort Medizin. 1937 ging er trotz seiner Erfahrungen mit dem NS-Regime nach Nürnberg und wurde für acht Monate von der Gestapo in Haft genommen. Nach der Freilassung blieb er in Deutschland, setzte sein Medizinstudium fort und heiratete ein zweites Mal. 1939 legte er sein Staatsexamen ab und promovierte 1941 an der Universität Heidelberg mit einer Schrift über das Thema Zur Wesensbestimmung der synästhetischen Wahrnehmung bei Viktor von Weizsäcker zum Dr. med.

### Karriere
Nach 1939 arbeitete er als dessen Assistent in der Neurologie am Universitätsklinikum Heidelberg. 1946 habilitierte sich Mitscherlich mit seiner Schrift Vom Ursprung der Sucht und arbeitete anschließend bis 1949 an der medizinischen Poliklinik in Zürich. Er war ferner Privatdozent an der Universität Heidelberg.

#### Beobachtung der NS-Ärzteprozesse, 1946–1947
Nach dem Ende des Zweiten Weltkrieges beauftragten ihn 1946 die Ärztekammern der drei Westzonen mit der Leitung einer Kommission zur Beobachtung der „NS-Ärzteprozesse“ in Nürnberg. Er bekam den Auftrag, „alles zu tun, um den Begriff der Kollektivschuld von der Ärzteschaft in der Presse und in der Öffentlichkeit abzuwenden“. Der Kommission gehörten neben Mitscherlich noch fünf weitere Personen an, darunter Alice von Platen-Hallermund und sein Mitarbeiter Fred Mielke (1922–1959). Im März 1947 erschien die Prozess-Dokumentation Diktat der Menschenverachtung: Der Nürnberger Ärzteprozeß und seine Quellen in einer Auflage von 25.000 Exemplaren. Darin berichtete Mitscherlich über die Verbrechen deutscher Mediziner in den Konzentrationslagern. Der ursprüngliche Plan, einen Bericht in der DMW (Deutsche Medizinische Wochenschrift) zu veröffentlichen, scheiterte an der Ablehnung der Redaktion, die die Broschüre Diktat der Menschenverachtung: Der Nürnberger Ärzteprozeß und seine Quellen wie auch andere Ärzteblätter nicht erwähnte. In der sonstigen Presse fand die Broschüre fast keine Erwähnung.
1949 erschien die abschließende Publikation der Kommission Wissenschaft ohne Menschlichkeit: Medizinische und Eugenische Irrwege unter Diktatur, Bürokratie und Krieg über die NS-Ärzteprozesse in einer Auflage von 10.000 Exemplaren. „1960 erinnert sich Mitscherlich: ‚[…] Nahezu nirgends wurde das Buch bekannt, […] Es war und blieb ein Rätsel – als ob das Buch nie erschienen wäre.‘ Über das Schicksal des Buches herrscht bis heute Unklarheit. Mitscherlich vermutete, es sei von den Ärztekammern […] ‚in toto aufgekauft‘, denn alle Exemplare seien ‚kurz nach dem Erscheinen aus den Buchläden‘ verschwunden“.
„Alexander Mitscherlich war seitdem freilich aus den medizinischen Fakultäten Deutschlands ausgegrenzt; […] er [wurde] nie an eine medizinische Fakultät berufen. Als er berufen wurde, war es die Philosophische Fakultät der Frankfurter Universität“. 1960 erschien die Prozess-Dokumentation aus dem Jahr 1949 mit dem Titel Medizin ohne Menschlichkeit erneut. Von dieser wurden bis 1996 119.000 Exemplare gedruckt, welche in der Öffentlichkeit große Resonanz fanden. Im Buch nahm Mitscherlich auch Stellung zu den angeblich 350 Medizinverbrechen, die von den ungefähr 90.000 tätigen Ärzten begangen worden waren. Diese Zahl war von Mitscherlichs Mitarbeiter Fred Mielke 1948 auf dem Ärztetag in Stuttgart aufgeworfen worden und kursierte seitdem, um die Unschuld der restlichen Ärzteschaft zu belegen. Mitscherlich kommentierte diesen Sachverhalt mit: „Das bleibt noch eine stattliche Zahl, vor allem, wenn man an das Ausmaß der Verbrechen denkt […]. Doch das trifft nicht den Kern. Dreihundertfünfzig waren unmittelbar Verbrecher – aber es war ein Apparat da, der sie in die Chance brachte, sich [in Nichtbetroffene] zu verwandeln.“
Um seine Erschütterung auch philosophisch zu verarbeiten, brauchte er 20 Jahre, bis er zusammen mit seiner Frau Margarete 1967 das Werk Die Unfähigkeit zu trauern veröffentlichte.

#### 1947–1976
Ab 1947 gab Mitscherlich die Zeitschrift Psyche heraus und gründete 1950 die von ihm bis 1967 geleitete Klinik für Psychosomatische Medizin an der Universität Heidelberg. Zudem beteiligte er sich aktiv am Versuch der Aufarbeitung der Beteiligung deutscher Ärzte an nationalsozialistischen Verbrechen.
Mitscherlich gehörte seit 1955 dem Wissenschaftlichen Beirat der Sachbuchreihe Rowohlts deutsche Enzyklopädie an. Zu einem Höhepunkt intellektuellen Wirkens wurden die von Max Horkheimer und Mitscherlich organisierten Sigmund Freud-Vorlesungen im Sommer 1956 in Frankfurt und Heidelberg. Von 1960 bis 1976 leitete Mitscherlich das von ihm gegründete Sigmund-Freud-Institut in Frankfurt am Main. Von 1973 bis 1976 hatte er eine Professur an der Universität Frankfurt. Mitscherlichs Lehrstuhl für „Psychologie, insbesondere Psychoanalyse und Sozialpsychologie“ wurde in ein „Institut für Psychoanalyse“ mit drei Hochschullehrerstellen umgewandelt, deren erste ausschließlich der Psychoanalyse gewidmet war. Auf diese Stelle wurde Peter Kutter, ein Weggefährte des Heidelberger Psychosomatikers Wolfgang Rapp, berufen.
Mitscherlich war Atheist und 1961 Mitbegründer sowie langjähriges Mitglied der Bürgerrechtsorganisation Humanistische Union.
Mitscherlich konnte für die Anliegen der Schwesternschule der Universität Heidelberg gewonnen werden und ermöglichte den Schwesternschülerinnen einen Einsatz in der psychosomatischen Abteilung des Klinikums.

### Privatleben
Mitscherlich lernte 1929 auf einer Zugreise nach Prag die gleichaltrige Medizinstudentin Melitta Behr kennen. Nach der Heirat 1932 bekamen sie die beiden Töchter Monika (spätere Seifert) und Barbara sowie einen Sohn. Nach der Geburt der zweiten Tochter trennte sich Mitscherlich von seiner Frau und wurde 1936 geschieden. In zweiter Ehe war er mit Georgia Wiedemann verheiratet; sie bekamen den Sohn Thomas Mitscherlich und drei weitere Kinder. 1955 heiratete er schließlich Margarete Nielsen, mit der er 1949 einen Sohn, Matthias Mitscherlich, bekommen hatte. Insgesamt entstammen Mitscherlichs Ehen sieben Kinder. Die Philosophin Olivia Mitscherlich-Schönherr ist eine Enkelin von Alexander und Georgia Mitscherlich.

## Werke und Wirkung
Drei Werke Mitscherlichs erregten in den 1960er Jahren internationales Aufsehen und wurden breit diskutiert: Auf dem Weg zur vaterlosen Gesellschaft (1963), Die Unwirtlichkeit unserer Städte (1965) und Die Unfähigkeit zu trauern (1967). Im Weg zur vaterlosen Gesellschaft analysierte er die seelischen Auswirkungen der „Entmachtung“ des traditionellen Familienvaters infolge der technischen Entwicklung, der Umgestaltung der Arbeit und der steigenden Mobilität der Gesellschaft. Die „vaterlos“ gewordenen Menschen suchten Mitscherlich zufolge häufig nach „Ersatzvätern“, die sie als Über-Ich akzeptieren können.
Mit seinem Werk über die Unwirtlichkeit unserer Städte griff Mitscherlich die lieblose Zersiedelung der Landschaft durch monotone Vorstädte aus Einfamilienhäusern an und forderte eine revolutionäre Änderung des städtischen Bodenrechts. Das Werk wurde ab 1970 zur Inspiration für städtische Bürgerinitiativen, die für eine Demokratisierung der Stadtentwicklung antraten - sie können als Vorläufer der Hausbesetzerbewegung der 1980er Jahre gelten. 
Für das Werk Die Unfähigkeit zu trauern griffen Mitscherlich und seine Ehefrau auf zahlreiche Analysen von deutschen Patienten zurück, die vor allem Margarete Mitscherlich in ihrer Praxis durchgeführt hatte. Dort stießen sie auf Verdrängungs- und Verleugnungsstrategien ehemaliger Hitler-Anhänger gegenüber den Verbrechen der Nazizeit und ihrer eigenen Verstrickung in die Schuld. Die fehlende Trauer bezogen die Mitscherlichs zunächst auf den Verlust des eigenen „Ich-Ideals“, den die Anhänger Hitlers 1945 erlitten hätten.

## Ehrungen
- 1969: Friedenspreis des Deutschen Buchhandels[17]
- 1972: Wilhelm-Bölsche-Medaille in Gold des Kosmos-Verlags
- 1973: Kulturellen Ehrenpreis der Landeshauptstadt München
- 2013: Benennung einer Grünfläche im Frankfurter Westend nach dem Ehepaar Mitscherlich in Mitscherlichplatz

## Veröffentlichungen (Auswahl)

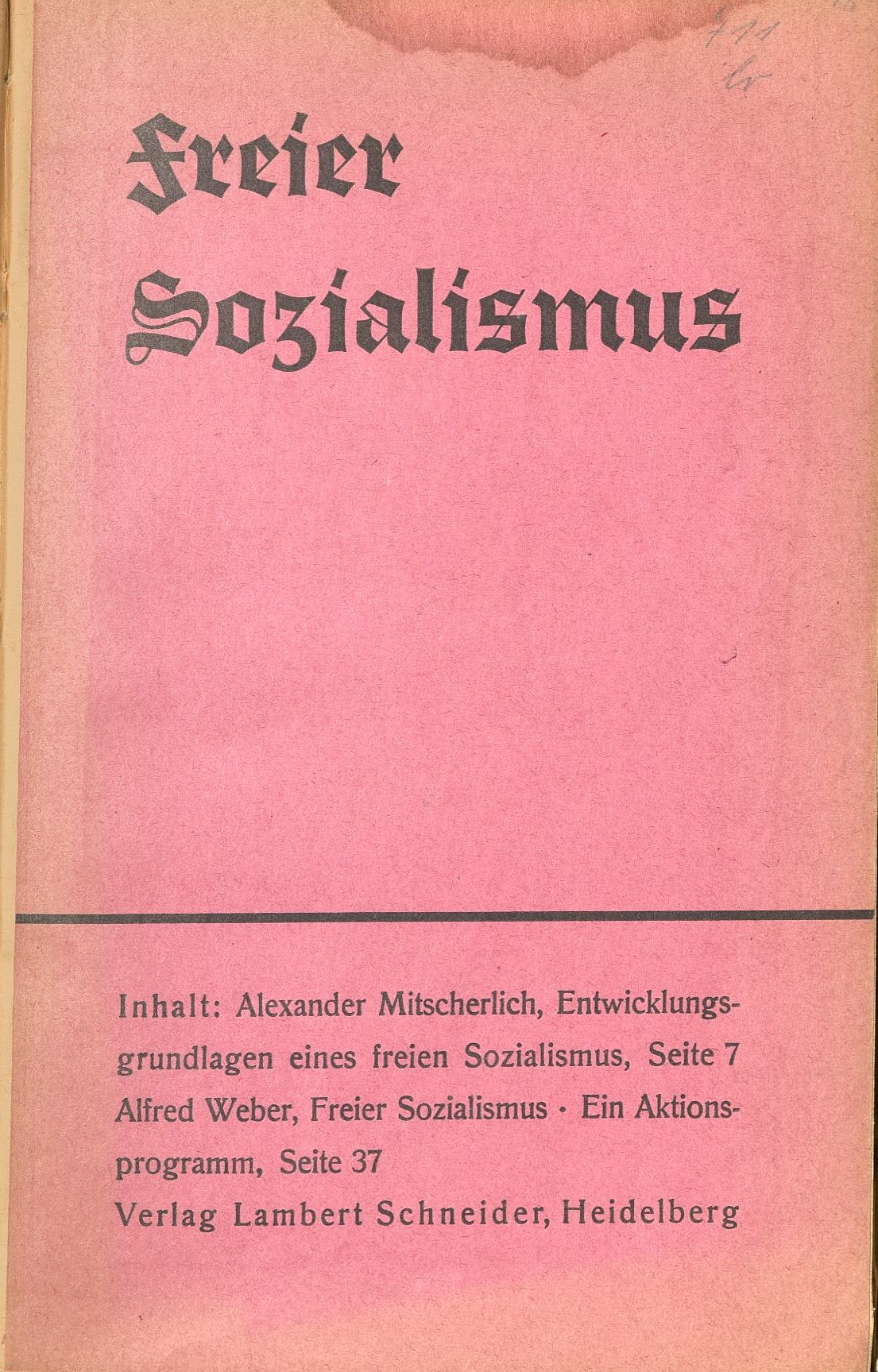
Freier Sozialismus (1946)

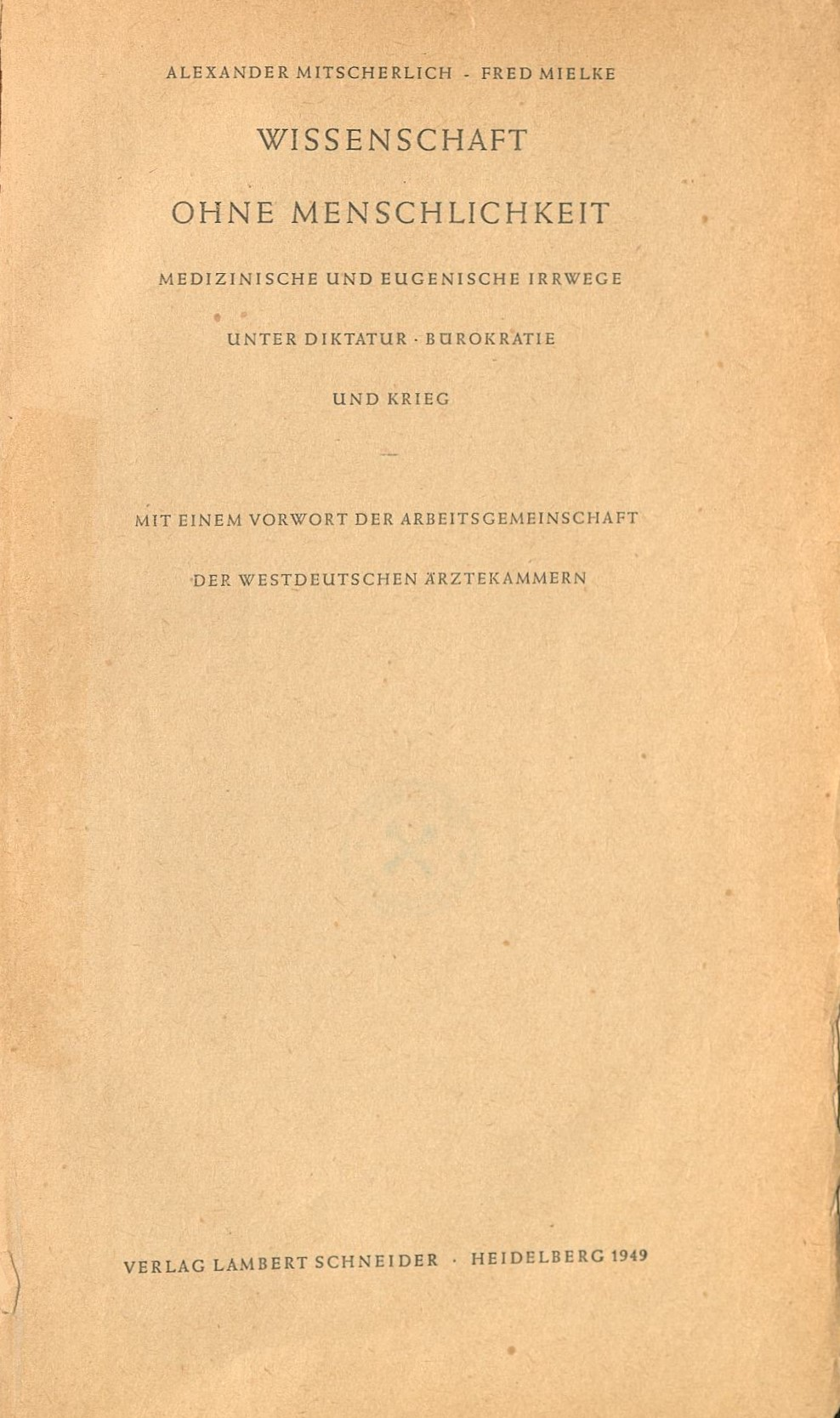
Wissenschaft ohne Menschlichkeit (1949)

- mit Alfred Weber: Freier Sozialismus. Lambert Schneider, Heidelberg 1946. (Zitat: „Wir selbst sind Sozialisten, aber Sozialisten, die die Freiheit vor allem auch im Sozialismus und durch den Sozialismus wollen.“)
- mit Fred Mielke: Das Diktat der Menschenverachtung. Der Nürnberger Ärzteprozeß und seine Quellen. Lambert Schneider, Heidelberg 1947.
- mit Fred Mielke: Wissenschaft ohne Menschlichkeit: Medizinische und Eugenische Irrwege unter Diktatur, Bürokratie und Krieg. Lambert Schneider, Heidelberg 1949.
- mit Fred Mielke: Medizin ohne Menschlichkeit. Dokumente des Nürnberger Ärzteprozesses. Neuauflage des obigen Werkes Wissenschaft ohne Menschlichkeit als Taschenbuch, Frankfurt am Main 1960, ISBN 3-596-22003-3. (Kommentierte Dokumente des Nürnberger Ärzteprozesses)
- Auf dem Weg zur vaterlosen Gesellschaft. Ideen zur Sozialpsychologie. 1963.
- Die Unwirtlichkeit unserer Städte. Anstiftung zum Unfrieden. Suhrkamp Verlag, Frankfurt 1965. (Kritik an der Zerstörung gewachsener Strukturen in der Stadtentwicklung der Nachkriegszeit)
- Krankheit als Konflikt (= Studien zur psychosomatischen Medizin. Teil 1). Edition Suhrkamp, Frankfurt am Main 1966.
- mit Margarete Mitscherlich: Die Unfähigkeit zu trauern. Grundlagen kollektiven Verhaltens. 1967; 2004–18. Auflage ISBN 3-492-20168-7.
- als Hrsg.: Bis hierher und nicht weiter. Ist die menschliche Aggression unbefriedbar? 1969, München. (Auseinandersetzung mit den Hypothesen Konrad Lorenz’. Beiträge von A.M. Becker, H. Lincke, P.C. Kuiper, A. Mitscherlich, P. Heimann, H. Stierlin, F.C. Redlich, R.A. Spitz, T. Brocher, E. Buxbaum, P. Parin, F. Morgenthaler, H. Kunz)
- mit Margarete Mitscherlich: Die Idee des Friedens und die menschliche Aggressivität. Vier Versuche. Suhrkamp Verlag, 1969.
- mit Margarete Mitscherlich: Eine deutsche Art zu lieben. 1970.
- Versuch, die Welt besser zu bestehen. Fünf Plädoyers in Sachen Psychoanalyse. Suhrkamp Verlag, 1970.
- Massenpsychologie ohne Ressentiment: Sozialpsychologische Betrachtungen. 1972.
- Toleranz – Überprüfung eines Begriffs. 1974.
- Der Kampf um die Erinnerung. 1975. (Auseinandersetzung mit der Psychoanalyse seit Freud)
- Das Ich und die Vielen. Parteinahme eines Psychoanalytikers. 1978.
- Ein Leben für die Psychoanalyse. 1980. (Autobiografie)
- Gesammelte Schriften 1–10. Suhrkamp Verlag, Frankfurt am Main 1983, ISBN 3-518-57646-1.
- Kranksein verstehen. Ein Lesebuch. Timo Hoyer (Hrsg.), Suhrkamp Verlag, Frankfurt am Main 2010.

## Film
- Film von Thomas Mitscherlich: Vater und Sohn, 1984 Barfuß Film Verleih[18][19]